# Maximilian Meichßner
Maximilian Meichßner (* 31. Juli 1875 in Belzig; † 17. Juli 1954 in Lutherstadt Wittenberg) war ein deutscher evangelischer Theologe und Superintendent des Kirchenkreises Wittenberg.

## Leben
Maximilian Meichßner wurde als Sohn des Kommissionärs Christian Ernst Meichßner und seiner Ehefrau Johanna Caroline Friderieke geb. Nicolai geboren. Er besuchte das Gymnasium in Brandenburg an der Havel und die Landesschule zur Pforte in Schulpforte. 1895 bis 1901 studierte er Evangelische Theologie in Greifswald und Berlin. Während seines Studiums wurde er Mitglied beim Verein Deutscher Studenten Greifswald. Von Ostern 1899 bis Herbst 1901 war er Senior und Inspektor des Theologischen Studentenkonvikts Johanneum in Berlin. Nach seiner Militärzeit als Einjährig-Freiwilliger beim Garde-Füsilier-Regiment in Berlin wurde er 1902 als Militärhilfsgeistlicher ordiniert und als solcher in Graudenz, Berlin, Posen und Deutsch-Eylau stationiert, 1905 zum Divisionspfarrer in Deutsch Eylau ernannt und 1908 Kadettenhauspfarrer in Wahlstatt. 1910 wurde er Divisionspfarrer in Koblenz. 1912 wurde er als Geistlicher Inspektor an die Landesschule zur Pforte berufen. Fast 14 Jahre war er dort als Anstaltspfarrer und Lehrer für alte Sprachen tätig. 1926 wurde er als Oberpfarrer an die Stadtkirche Wittenberg und zum Superintendenten des Kirchenkreises Wittenberg berufen. Gleichzeitig war er Lehrer am Predigerseminar Wittenberg. Daneben widmete er sich wissenschaftlicher Arbeit, besonders auf dem Gebiet der christlichen Dogmatik und ihrer Auseinandersetzung mit der Philosophie.
Seine Ablehnung der nationalsozialistischen Ideologie und der verbrecherischen Maßnahmen des Nationalsozialismus machte er in zunehmendem Maße in seinen Predigten deutlich. Am 21. Juli 1944 wurde er verhaftet und fünf Monate lang im Polizeigefängnis Halle (Saale) in Einzelhaft gefangengehalten. Zu seiner Freilassung dürfte die Intervention seines Schwiegersohns, Oberst Theoderich von Dufving, beigetragen haben. Sein Sohn Joachim Meichßner wurde als Widerstandskämpfer des 20. Juli 1944 hingerichtet. In den Kaltenbrunner-Berichten an Hitlers Sekretär Bormann wurde Meichßner als „fanatischer Bekenntnispfarrer und Gegner des nationalsozialistischen Staates“ bezeichnet.
Die Theologische Fakultät der Christian-Albrechts-Universität zu Kiel verlieh Meichßner auf Veranlassung des evangelischen Bischofs der Kirchenprovinz Sachsen 1952 die Ehrendoktorwürde.
Bis zu seinem Tode 1954 war er als Superintendent und Pfarrer an der Stadtkirche in Lutherstadt Wittenberg tätig.